# 東蓮寺藩
東蓮寺藩（とうれんじはん）、のち直方藩（のおがたはん）は、福岡藩の支藩。藩庁として筑前国鞍手郡東蓮寺（福岡県直方市）に陣屋が置かれた。

## 概略
同藩は前後2期に分かれる。第1期は元和9年（1623年）、黒田長政の四男・高政が福岡藩より4万石を分知されて立藩したことに始まる。3代・長寛は延宝3年（1675年）、東蓮寺の名を直方と改称する。延宝5年（1677年）、長寛は実父の福岡藩3代藩主・光之の後継となり直方領を本藩に返還した。のち長寛は福岡藩4代藩主・綱政となった。
第2期は元禄元年（1688年）、光之の四男・長清（長寛（綱政）の実弟にあたる）が5万石を分知されたことにより成立した。長清の嫡子・長好は福岡藩5代藩主・宣政に子がなかったため養嗣子（のちの福岡藩6代藩主・継高）となった。享保5年（1720年）に長清が没し、長好の他に子が無かったため廃藩となり、所領は福岡藩に還付された。1891年（明治24年）、福岡藩最後の藩主・長知の四男の黒田長和が直方家を再興して男爵となり、華族に列した。

## 領地
（第１期）
筑前国
- 鞍手郡の内31村
- 嘉麻郡の内3村
- 遠賀郡の内3村

（第２期）
筑前国
- 鞍手郡の内24村
- 嘉麻郡の内10村
- 穂波郡の内14村
- 遠賀郡の内13村

## 藩職制構成
『元禄十四年直方家中分限帳』より（100石以上）
- 家老（3人）
- 中老（4人）
- 中老列（3人）
- 納戸頭（2人）
- 馬廻頭（1人）
- 勝手方元締裏判（1人）
- 用方（5人）
- 留守居（1人）
- 歩行頭（2人）
- 宗旨奉行兼罰奉行（1人）
- 歩行頭列（1人）
- 傍筒頭（3人）
- 足軽頭（7人）
- 長柄奉行（3人）
- 町奉行兼寺社奉行（1人）
- 勘定奉行（1人）
- 郡奉行（1人）
- 郡代兼山奉行（1人）
- 船手頭（1人）
- 大坂蔵奉行（1人）
- 納戸組（2人）
- 医師中（4人）
- 銀子奉行（1人）
- 馬廻中（12人）

## 東蓮寺藩重臣（1623年・元和9年）
- 吉田家（4000石）
- 明石家（1000石）
- 朽細家（400石）
- 都築家（350石）
- 萩家（300石）
- 瓦林家（300石）
- 片岡家（300石）
- 平井家（300石）
- 新免家（300石）
- 明石家（300石）
- 辻家（300石）

## 歴代藩主
黒田家（東蓮寺家）
外様 4万石 （1623年 - 1677年）
1. 高政
2. 之勝
3. 長寛

黒田家（直方家）
外様 5万石 （1688年 - 1720年）
1. 長清